# لوما لیندا ایست (تگزاس)
لوما لیندا ایست (به انگلیسی: Loma Linda East) یک منطقهٔ مسکونی در ایالات متحده آمریکا است که در شهرستان جیم ولز، تگزاس واقع شده‌است. لوما لیندا ایست ۱۳٫۴ کیلومتر مربع مساحت و ۲۱۴ نفر جمعیت دارد.